# Daskylos (Sohn des Lykos)
Daskylos (altgriechisch Δάσκυλος Dáskylos) ist in der griechischen Mythologie der Sohn des Lykos und Enkel des Daskylos, des Sohnes des Tantalos.
Er wird den Argonauten von seinem Vater als Führer mitgegeben. Von diesem Posten wird er auf der Rückfahrt abgesetzt.